# شهرستان خروم‌تاو
شهرستان خروم‌تاو یا شهرستان کروم‌داغ (به قزاقی: Хромтау ауданы، حرومتاۋ اۋدانى) یک منطقهٔ مسکونی در قزاقستان است که در استان آق‌تپه واقع شده‌است. شهرستان خروم‌تاو ۴۱۳۳۴ نفر جمعیت دارد.

## وجه تسمیه
نام این منطقه، واژهٔ مرکب «خروم‌تاو» می باشد که از ترکیب «خروم»، واژهٔ روسی به معنی فلز کروم و «تاو»، به معنی کوه در زبان قزاقی ایجاد شده است. به عبارتی، معادل این واژه، «کروم‌داغ» می شود، به معنی کوهِ کروم. این منطقه میزبان یکی از بزرگترین منابع فلز کروم در جهان در معدن ووسخود می باشد.